# Hedgpethius interstitialis
Hedgpethius interstitialis is een zeespin uit de familie Ammotheidae. De soort behoort tot het geslacht Hedgpethius. Hedgpethius interstitialis werd in 1989 voor het eerst wetenschappelijk beschreven door Stock. 